# Jiggs Whigham

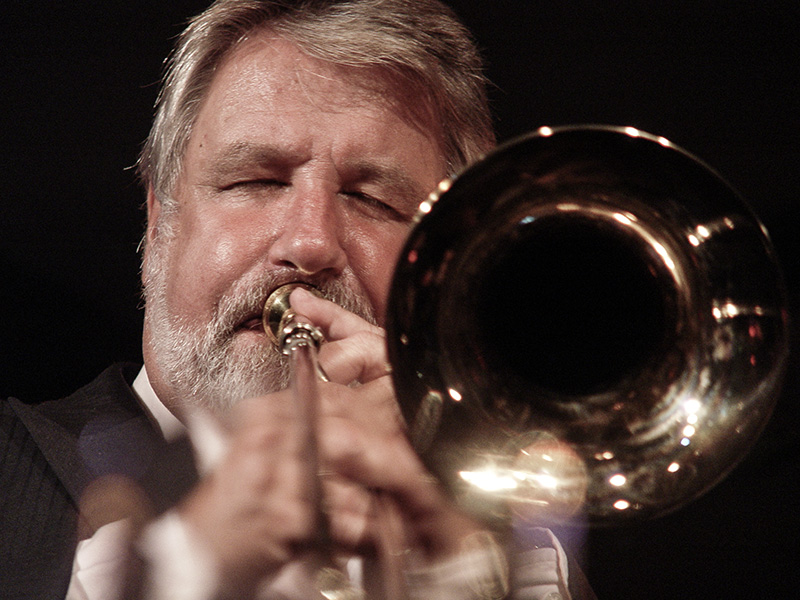
Jiggs Whigham

Jiggs Whigham (* 20. August 1943 in Cleveland, Ohio; bürgerlicher Name Oliver Haydn Whigham III) ist ein Posaunist, Bandleader und Hochschullehrer. Sein Posaunenspiel ist von einem großen, warmen Ton und biegsamer Phrasierungskunst gekennzeichnet. Zudem ist er „einer der erfahrensten Orchesterleiter der europäischen Szene und – als Pionier in Deutschland – eine Institution in Sachen Jazz-Ausbildung an Hochschulen.“

## Leben und Wirken
Whigham hatte vom siebten Lebensjahr an Klavier- und Harmonielehre-Unterricht am Cleveland Institute of Music. Mit elf Jahren begann er Posaune
zu spielen; er wurde bereits in seiner Schulzeit für Konzerte und sogar Aufnahmen engagiert. Schon mit 17 Jahren war er erster Soloposaunist des Glenn Miller Orchestras unter Ray McKinley, zwei Jahre später bei Stan Kenton. Daneben absolvierte er ein Kompositionsstudium in Cleveland.
Nach einjährigen Engagements in New Yorker Studios und Broadway-Musicals kam er 1965 nach Deutschland als Solist zum Jazz-Orchester von Kurt Edelhagen beim WDR in Köln. Den ersten Preis erhielt er 1966 beim ersten Wettbewerb für Modern Jazz in Wien. Seit den 1970er Jahren spielte er bei Peter Herbolzheimers Rhythm Combination & Brass. 1971 veröffentlichte er ein erstes Album unter eigenem Namen, Values mit George Gruntz, J.A. Rettenbacher und Tony Inzalaco. Sein zweites Album Hope mit Niels-Henning Ørsted Pedersen, Rob Franken, Ferdinand Povel und Grady Tate entstand 1976. 1989 nahm er mit Gastmusikern wie Bud Shank, George Cables, John Clayton und Jeff Hamilton das Album The Jiggs Up auf. Von 1971 bis 1981 arbeitete er regelmäßig mit The George Gruntz Concert Jazz Band.
1979 wurde er Professor und Leiter der Jazz-Abteilung der Hochschule für Musik in Köln. Ende der 1970er-Jahre bildete Jiggs Whigham zusammen mit den Posaunisten Bill Watrous, Albert Mangelsdorff und Kai Winding die Gruppe Trombone Summit, mit der er 1980 für das deutsche Label MPS eine Plattenaufnahme machte. Von 1980 bis 1985 leitete er die Big Band der Universität Siegen. 1982 arbeitete er mit der WDR Big Band und nahm das Album The Third Stone auf, mit Arrangements von Bill Holman. Zwischen 1988 und 1992 ging er mit einer mit Bud Shank geleiteten Band  (The Jiggs Up, 1989) mehrfach auf Tournee. Von 1995 bis Herbst 2006 war Jiggs Whigham Professor und  Leiter der Abteilung für Popularmusik an der Hochschule für Musik „Hanns Eisler“ Berlin und deren Ausgründung Jazz-Institut Berlin. Auch leitete er von 1995 bis 2000 die RIAS Big Band Berlin. Derzeit leitet Whigham die BBC Big Band in London, das Landesjugendjazzorchester Brandenburg (LaJJazzo) und – gemeinsam mit Niels Klein – das Bundesjazzorchester.
Aufgrund seiner Erfahrung als Pädagoge, Instrumentalist, Bandleader und Arrangeur veröffentlichte Jiggs Whigham zahlreiche Bücher und Notenausgaben, darunter Jazz Trombone - Concepts, Ideas and Exercises (London 2006, deutsch als Jazz-Posaune - Konzepte, Spieltechniken, Übungen, Mainz 2007, Schott), Basic Steps - Warm-up, Phrasierung und Stilistik für Bläser (Mainz 2011, zusammen mit Renold Quade und Bernhard G. Hofmann), Suite für Posaune und Klavier (Mainz 2011) und Hills für Alt- oder Tenorsaxophon (Trompete in B) und Klavier (Mainz 2012).

Jiggs Whigham (links) 1989 mit John Clayton